# 1993년 K리그
K리그 1993은 K리그의 11번째 시즌이다. 이번 시즌부터 무승부제도가 없어지고 정규시간 이후에는 승부차기를 통해 승부를 가리도록 규정이 변경되었으며 원래 3월 20일 개막 예정이었으나   최초 호남 연고 프로축구단으로  출범한 완산 푸마가 코칭스태프의 선수단과 계약금과 급여를 어음으로 지급했다가 부도 처리되면서 선수등록을 하지 못하여 정규시즌 참가가 불가피해지자 3월 27일로 변경됐다. 

## 시즌 개요

### 참가 구단
| # | 팀명            | 연고지     | 리그 참여년도 | 전년도 순위 |
| - | --------------- | ---------- | ------------- | ----------- |
| 1 | 포항제철 아톰즈 | 포항시     | 1983년        | 우승        |
| 2 | 일화 천마       | 서울특별시 | 1989년        | 준우승      |
| 3 | 현대 호랑이     | 울산시     | 1984년        | 3위         |
| 4 | LG 치타스       | 서울특별시 | 1984년        | 4위         |
| 5 | 대우 로얄즈     | 부산직할시 | 1983년        | 5위         |
| 6 | 유공 코끼리     | 서울특별시 | 1983년        | 6위         |

## 시즌 순위

### 정규시즌 순위
| 순위 | 팀              | 경기수 | 승1 | 승2 | 패1 | 패2 | 득 | 실 | 차  | 승점 |
| ---- | --------------- | ------ | --- | --- | --- | --- | -- | -- | --- | ---- |
| 1    | 일화 천마       | 30     | 13  | 5   | 6   | 6   | 35 | 23 | 12  | 68   |
| 2    | LG 치타스       | 30     | 10  | 8   | 3   | 9   | 28 | 29 | -1  | 59   |
| 3    | 현대 호랑이     | 30     | 10  | 6   | 4   | 10  | 22 | 22 | 0   | 56   |
| 4    | 포항제철 아톰즈 | 30     | 8   | 6   | 8   | 8   | 34 | 29 | 5   | 52   |
| 5    | 유공 코끼리     | 30     | 7   | 7   | 6   | 10  | 25 | 31 | -6  | 48   |
| 6    | 대우 로얄즈     | 30     | 5   | 5   | 10  | 10  | 22 | 32 | -10 | 40   |

* 승점제도: 정규시간 승리 4점, 무승부 시(연장전 미진행) 승부차기 승리 2점 / 승부차기 패배 1점

## 같이 보기
- 1993년 리그컵